# Yegana Akhundova
Yegana Akhundova (en azerí: Yeganə Axundova; Şəki, 22 de mayo de 1960) es pianista, compositor y pedagoga de Azerbaiyán, Artista del pueblo de la República de Azerbaiyán.

## Biografía
Yegana Akhundova nació el 22 de mayo de 1960 en Şəki. En 1983 se graduó de la Academia de Música de Bakú. En 1985 estudió en el Conservatorio de Moscú con el profesor Lev Naumov. Se ha realizado giras por Alemania, Grecia, Italia, Noruega, Turquía, Francia, Austria, Polonia, Gran Bretaña, Rusia, España, Hungría, Marruecos y Rumanía. Desde 1984 trabaja en la Academia de Música de Bakú. También da conferencias sonre la cultura mundial y de Azerbaiyán en la Universidad de Jazar. En 2012 recibió el título “Artista del pueblo de la República de Azerbaiyán”. Actualmente es vicerrector de la Academia de Música de Bakú.

## Premios y títulos
- Artista de Honor de la República de Azerbaiyán (2006)
- Premio Nacional “Humay” (2007)
- Premio Internacional "Golden Muse of Niagara" (2007)
- Premio del Consorcio Internacional de las Mujeres Euroamericanas (2010)[3]
- Artista del pueblo de la República de Azerbaiyán (2012)